# Waldron (East Sussex)
Waldron – wieś w Anglii, w East Sussex. W 1961 roku civil parish liczyła 2634 mieszkańców. Waldron jest wspomniana w Domesday Book (1086) jako Waldere/Waldrene.